# MT-TV
MT-TV або мітохондріальна тРНК валіну — це тип транспортної РНК (тРНК), що кодується геном MT-TV, розташованим на мітохондріальній ДНК (мтДНК).

## Структура та функція
MT-TV складається з 69 нуклетотидів РНК, що займають ділянку 1602–1670 на мтДНК. MT-TV транспортує амінокислоту валін, що дозволяє формуватись поліпептидному ланцюгу протеїнів під час трансляції.

## Клінічне значення
Описані випадки мутацій в MT-TV асоціюють з епілепсією, розумовою відсталістю та втратою слуху. Також описані випадки С-Т мутації на позиції 1624, що пов'язані з синдромом Лея (підгостра некротизуюча енцефаломіопатія).